# Linea 5 (metropolitana di Seul)

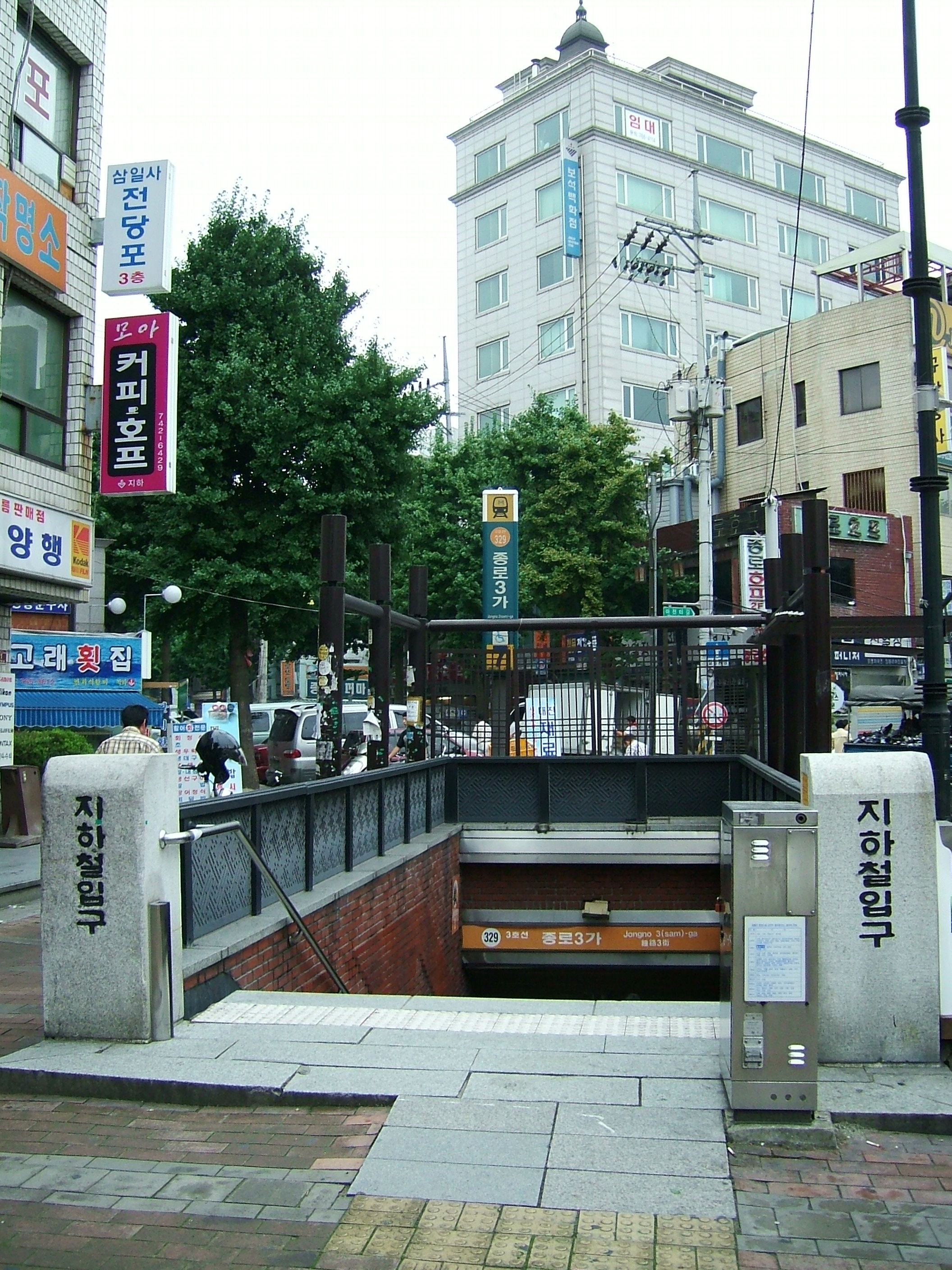
Ingresso alla stazione di Jongno 3ga

La Linea 5 (chiamata anche Linea viola) è una linea della metropolitana di Seul, che serve l'omonima città, capitale della Corea del Sud.
Essa attraversa la città da ovest a est passando per l'Aeroporto di Seul-Gimpo, l'area direzionale di Yeouido e i distretti residenziali di Gangdong. Questa linea è l'unica in tutta Seul a passare sotto il fiume Han, in due punti, e un altro suo primato è invece quello di essere la più lunga linea interamente sotterranea al mondo: i suoi treni percorrono infatti un tunnel ininterrotto di 52,3 km. La linea 5 è gestita dal Seoul Metro.

## Storia
La linea venne costruita principalmente fra il 1990 e il 1996 come importante asse di collegamento est-ovest, e in particolare fra l'Aeroporto Internazionale di Seul Gimpo, la zona degli affari di Yeouido e il distretto residenziale di Gangdong-gu. Nel 1996 la linea 5 venne autorizzata all'esercizio in modalità driverless, tuttavia la società SMRT decise che era necessaria la presenza di un macchinista a bordo per affrontare le eventuali situazioni di emergenza. Nel dicembre 2010 la linea è stata la terza, in tutta la rete di Seul, per la quantità di dati trasmessi dai sistemi Wi-Fi di bordo, con una media di 1,67 volte superiore rispetto alle altre linee ferroviarie equipaggiate con connessione senza fili.
Nel 2020 è stata inaugurata la prima tratta della linea Hanam, prolungamentom, di fatto, della linea verso la città di Hanam, nella regione del Gyeonggi-do.

### Progetti futuri
Un ulteriore prolungamento verso il centro di Hanam è previsto per marzo 2021.

## Caratteristiche tecniche
Linea 5
- Lunghezza del percorso: 52,3 km (45,2 km per la linea principale, 7,6 km per la diramazione Macheon)
- Scartamento: 1435 mm
- Numero di fermate: 51
- Numero di binari: 2
- Elettrificazione: 1500 V corrente continua con catenaria
- Sistema di blocco: ATC, ATO
- Depositi: Banghwa e Godeok
- Percorso all'aperto: nessuno
- Senso di marcia dei convogli: destra

## Stazioni
| Numero stazione                                       | Nome stazione Alfabeto            | Nome stazione Hangŭl | Nome stazione Hanja | Collegamenti                                                             | Distanza interstazione | Distanza totale | Posizione | Posizione       |  |
|                                                       |                                   |                      |                     |                                                                          |                        |                 |           |                 |  |
| 510                                                   | Banghwa                           | 방화                 | 傍花                |                                                                          | ---                    | 0.0             | Seul      | Gangseo-gu      |  |
| 511                                                   | Gaehwasan                         | 개화산               | 開花山              |                                                                          | 0.9                    | 0.9             | Seul      | Gangseo-gu      |  |
| 512                                                   | Gimpo Aeroporto                   | 김포공항             | 金浦空港            | Linea 9 Linea AREX Gimpo GoldLine Linea Daegok-Sosa-Wonsi (2021)         | 1.2                    | 2.1             | Seul      | Gangseo-gu      |  |
| 513                                                   | Songjeong                         | 송정                 | 松亭                |                                                                          | 1.2                    | 3.3             | Seul      | Gangseo-gu      |  |
| 514                                                   | Magok                             | 마곡                 | 麻谷                |                                                                          | 1.1                    | 4.4             | Seul      | Gangseo-gu      |  |
| 515                                                   | Balsan                            | 발산                 | 鉢山                |                                                                          | 1.2                    | 5.6             | Seul      | Gangseo-gu      |  |
| 516                                                   | Ujangsan                          | 우장산               | 雨裝山              |                                                                          | 1.1                    | 6.7             | Seul      | Gangseo-gu      |  |
| 517                                                   | Hwagok                            | 화곡                 | 禾谷                |                                                                          | 1.0                    | 7.7             | Seul      | Gangseo-gu      |  |
| 518                                                   | Kkachisan                         | 까치산               | 까치山              | Linea 2                                                                  | 1.2                    | 8.9             | Seul      | Gangseo-gu      |  |
| 519                                                   | Sinjeong                          | 신정                 | 新亭                |                                                                          | 1.3                    | 10.2            | Seul      | Yangcheon-gu    |  |
| 520                                                   | Mok-dong                          | 목동                 | 木洞                |                                                                          | 0.8                    | 11.0            | Seul      | Yangcheon-gu    |  |
| 521                                                   | Omokgyo                           | 오목교               | 梧木橋              |                                                                          | 0.9                    | 11.9            | Seul      | Yangcheon-gu    |  |
| 522                                                   | Yangpyeong                        | 양평                 | 楊坪                |                                                                          | 1.1                    | 13.0            | Seul      | Yeongdeungpo-gu |  |
| 523                                                   | Yeongdeungpo-gucheong             | 영등포구청           | 永登浦區廳          | Linea 2                                                                  | 0.8                    | 13.8            | Seul      | Yeongdeungpo-gu |  |
| 524                                                   | Yeongdeungpo-sijeong              | 영등포시장           | 永登浦市場          |                                                                          | 0.9                    | 14.7            | Seul      | Yeongdeungpo-gu |  |
| 525                                                   | Singil                            | 신길                 | 新吉                | Linea 1                                                                  | 1.1                    | 15.8            | Seul      | Yeongdeungpo-gu |  |
| 526                                                   | Yeouido                           | 여의도               | 汝矣島              | Linea 9 ● Linea Seobu (in futuro) ■ Linea Sinansan (2023)                | 1.0                    | 16.8            | Seul      | Yeongdeungpo-gu |  |
| 527                                                   | Yeouinaru                         | 여의나루             | 汝矣나루            |                                                                          | 1.0                    | 17.8            | Seul      | Yeongdeungpo-gu |  |
| 528                                                   | Mapo                              | 마포                 | 麻浦                |                                                                          | 1.8                    | 19.6            | Seul      | Mapo-gu         |  |
| 529                                                   | Gongdeok                          | 공덕                 | 孔德                | Linea 6 Linea AREX Linea Gyeongui-Jungang ■ Linea Sinansan (2023)        | 0.8                    | 20.4            | Seul      | Mapo-gu         |  |
| 530                                                   | Aeogae                            | 애오개               | 애오개              |                                                                          | 1.1                    | 21.5            | Seul      | Mapo-gu         |  |
| 531                                                   | Chungjeongno                      | 충정로               | 忠正路              | Linea 2                                                                  | 0.9                    | 22.4            | Seul      | Seodaemun-gu    |  |
| 532                                                   | Seodaemun                         | 서대문               | 西大門              |                                                                          | 0.7                    | 23.1            | Seul      | Jongno-gu       |  |
| 533                                                   | Gwanghwamun                       | 광화문               | 光化門              |                                                                          | 1.1                    | 24.2            | Seul      | Jongno-gu       |  |
| 534                                                   | Jongno 3-ga                       | 종로3가              | 鍾路3街             | Linea 1 Linea 3                                                          | 1.2                    | 25.4            | Seul      | Jongno-gu       |  |
| 535                                                   | Euljiro 4-ga                      | 을지로4가            | 乙支路4街           | Linea 2                                                                  | 1.0                    | 26.4            | Seul      | Jung-gu         |  |
| 536                                                   | Dongdaemun History & Culture Park | 동대문역사문화공원   | 東大門歷史文化公園  | Linea 2 Linea 4                                                          | 0.9                    | 27.3            | Seul      | Jung-gu         |  |
| 537                                                   | Cheonggu                          | 청구                 | 靑丘                | Linea 6                                                                  | 0.9                    | 28.2            | Seul      | Jung-gu         |  |
| 538                                                   | Singeumho                         | 신금호               | 新金湖              |                                                                          | 0.9                    | 29.1            | Seul      | Seongdong-gu    |  |
| 539                                                   | Haengdang                         | 행당                 | 杏堂                |                                                                          | 0.8                    | 29.9            | Seul      | Seongdong-gu    |  |
| 540                                                   | Wangsimni                         | 왕십리               | 往十里              | Linea 2 Linea Gyeongui-Jungang Linea Suin-Bundang ● Linea Dongbuk (2023) | 0.9                    | 30.8            | Seul      | Seongdong-gu    |  |
| 541                                                   | Majang                            | 마장                 | 馬場                |                                                                          | 0.7                    | 31.5            | Seul      | Seongdong-gu    |  |
| 542                                                   | Dapsimni                          | 답십리               | 踏十里              |                                                                          | 1.0                    | 32.5            | Seul      | Seongdong-gu    |  |
| 543                                                   | Janghanpyeong                     | 장한평               | 長漢坪              |                                                                          | 1.2                    | 33.7            | Seul      | Dongdaemun-gu   |  |
| 544                                                   | Gunja                             | 군자                 | 君子                | Linea 7                                                                  | 1.5                    | 35.2            | Seul      | Gwangjin-gu     |  |
| 545                                                   | Achasan                           | 아차산               | 峨嵯山              |                                                                          | 1.0                    | 36.2            | Seul      | Gwangjin-gu     |  |
| 546                                                   | Gwangnaru                         | 광나루               | 광나루              |                                                                          | 1.5                    | 37.7            | Seul      | Gwangjin-gu     |  |
| 547                                                   | Cheonho                           | 천호                 | 千戶                | Linea 8                                                                  | 2.0                    | 39.7            | Seul      | Gangdong-gu     |  |
| 548                                                   | Gangdong                          | 강동                 | 江東                | Linea 5 (Diramazione Macheon)                                            | 0.8                    | 40.5            | Seul      | Gangdong-gu     |  |
| 549                                                   | Gil-dong                          | 길동                 | 吉洞                |                                                                          | 0.9                    | 41.4            | Seul      | Gangdong-gu     |  |
| 550                                                   | Gubeundari                        | 굽은다리             | 굽은다리            |                                                                          | 0.8                    | 42.2            | Seul      | Gangdong-gu     |  |
| 551                                                   | Myeongil                          | 명일                 | 明逸                |                                                                          | 0.7                    | 42.9            | Seul      | Gangdong-gu     |  |
| 552                                                   | Godeok                            | 고덕                 | 高德                |                                                                          | 1.2                    | 44.1            | Seul      | Gangdong-gu     |  |
| 553                                                   | Sangil-dong                       | 상일동               | 上一洞              |                                                                          | 1.1                    | 45.2            | Seul      | Gangdong-gu     |  |
|                                                       |                                   |                      |                     |                                                                          |                        |                 |           |                 |  |
| I treni provengono da / sono diretti alla linea Hanam |                                   |                      |                     |                                                                          |                        |                 |           |                 |  |

### Linea Hanam
| Numero stazione                                                | Nome stazione Alfabeto            | Nome stazione Hangŭl | Nome stazione Hanja | Collegamenti               | Distanza interstazione | Distanza totale | Posizione   | Posizione   |  |
|                                                                |                                   |                      |                     |                            |                        |                 |             |             |  |
| Treni provenienti da/diretti alla linea principale per Banghwa |                                   |                      |                     |                            |                        |                 |             |             |  |
| 553                                                            | Sangil-dong                       | 상일동               | 上一洞              | Linea 5 (Linea principale) | 0.0                    | 0.0             | Seul        | Gangdong-gu |  |
| 554                                                            | Gangil                            | 강일                 | 江一                |                            | 0.8                    | 0.8             | Seul        | Gangdong-gu |  |
| 555                                                            | Misa                              | 미사                 | 渼沙                |                            | 1.7                    | 2.5             | Gyeonggi-do | Hanam       |  |
| 556                                                            | Hanam Pungsan                     | 하남풍산             | 河南豊山            |                            | 2.1                    | 4.06            | Gyeonggi-do | Hanam       |  |
| 557                                                            | Hanam City Hall(Deokpung·Sinjang) | 하남시청(덕풍·신장)  | 河南市廳(德豊·新長) |                            | 1.3                    | 5.9             | Gyeonggi-do | Hanam       |  |
| 558                                                            | Hanam Geomdansan                  | 하남검단산           | 河南黔丹山          |                            | 1.7                    | 7.6             | Gyeonggi-do | Hanam       |  |
|                                                                |                                   |                      |                     |                            |                        |                 |             |             |  |

### Diramazione Macheon
| Numero stazione | Nome stazione Alfabeto | Nome stazione Hangŭl | Nome stazione Hanja | Collegamenti               | Distanza interstazione | Distanza totale | Posizione | Posizione   |  |
|                 |                        |                      |                     |                            |                        |                 |           |             |  |
| 548             | Gangdong               | 강동                 | 江東                | Linea 5 (Linea principale) | 0.8                    | 40.5            | Seul      | Gangdong-gu |  |
| P549            | Dunchon-dong           | 둔촌동               | 遁村洞              |                            | 1.2                    | 41.7            | Seul      | Gangdong-gu |  |
| P550            | Olympic Park           | 올림픽공원           | 올림픽公園          | Linea 9                    | 1.4                    | 43.1            | Seul      | Songpa-gu   |  |
| P551            | Bangi                  | 방이                 | 芳荑                |                            | 0.9                    | 44.0            | Seul      | Songpa-gu   |  |
| P552            | Ogeum                  | 오금                 | 梧琴                | Linea 3                    | 0.9                    | 44.9            | Seul      | Songpa-gu   |  |
| P553            | Gaerong                | 개롱                 | 開籠                |                            | 0.9                    | 45.8            | Seul      | Songpa-gu   |  |
| P554            | Geoyeo                 | 거여                 | 巨余                |                            | 0.9                    | 46.7            | Seul      | Songpa-gu   |  |
| P555            | Macheon                | 마천                 | 馬川                |                            | 0.9                    | 47.6            | Seul      | Songpa-gu   |  |
|                 |                        |                      |                     |                            |                        |                 |           |             |  |

## Materiale rotabile
- Treno serie 5000 SMRT 80 composizioni da 8 casse ciascuna